# Håkan Lidman
Håkan Lidman   (Göteborg, 31 de gener de 1915 - Estepona, 6 de juny de 2000) fou un atleta suec, especialista en les curses de tanques que va competir durant les dècades de 1930 i de 1940.
Va prendre part en els Jocs Olímpics d'Estiu de 1936, a Berlín, i 1948, a Londres. En ambdues edicions va disputar la prova dels 110 metres tanques del programa d'atletisme, que finalitzà en quarta i sisena posició respectivament. Guanyà dues medalles en la cursa dels 110 metres tanques al Campionat d'Europa d'atletisme, de plata el 1938 i d'or el 1946.
El 1940 va establir el rècord d'Europa dels 110 metres tanques amb un temps de 14.0", per la qual cosa fou guardonat amb la Svenska Dagbladets guldmedalj. A nivell nacional guanyà tretze campionats nacionals entre 1935 i 1948, tots excepte del de 1946 en els 110 metres tanques. Un cop retirat treballà de director de la Federació Sueca d'Atletisme.

## Millors marques
- 110 metres tanques. 14.0" (1940)[4]